# Новосёлова, Любовь Александровна
Любовь Александровна Новосёлова (11 июня 1922, Одинцово — 15 апреля 1944, Смоленск) — гвардии старшина, санинструктор РККА.
 Дважды направлялась за линию фронта в составе диверсионных групп, была ранена и контужена, погибла в 1944 году от ранения.
Награждена орденом Отечественной войны II степени (июль 1943-го) и медалью «За боевые заслуги».
Одна из центральных улиц города Одинцово названа в её честь — бульвар Любы Новосёловой.

## Биография
Родилась 11 июня 1922 года в посёлке Одинцово Московской области.
Окончила восемь классов одинцовской школы № 5, в восьмом классе вступила в комсомол.
На третий день Великой Отечественной войны — 27 июня 1941 года по призыву Московского обкома комсомола добровольно вступила в ряды РККА, старшина, санинструктор, через две недели — 15 июля 1941 года была ранена, но вернулась в строй.
С 15 ноября 1941 года по 1 января 1942 года первый раз была за линией фронта:

Тов. Новосёлова в составе диверсионной группы перешла линию фронта в районе дер. Обухово Наро-Фоминского района и, находясь в тылу врага, участвовала в уничтожении 6-ти эшелонов с войсками и грузами противника, 12-ти обозов с продовольствием, 11-ти железнодорожных мостов, карательного отряда и немецкого штаба в дер. Татаровка.— из наградного листа
С 8 апреля 1942 года по 15 июня 1942 года вторично работала за линией фронта — в составе авиадесанта из 60 человек была заброшена в тыл врага в район города Великие Луки.

Участвовала в уничтожении 7-ми эшелонов с войсками и грузами противника, спущенных под откос, 10-ти обозов с продуктами и вооружением. Лично сама ранила немецкого ефрейтора, который был взят в плен.— из наградного листа
С августа 1942 года — санинструктор медсанчасти 354-й стрелковой дивизии.
Участвовала в освобождении городов Зубцово и Сычевка. Вынесла с поля боя 95 раненых бойцов и командиров, за что и была награждена медалью «За боевые заслуги».
С марта 1943 года — санинструктор 93-го гвардейского стрелкового полка 29-й гвардейской стрелковой дивизии. 12 марта 1943 года была контужена.
Принимала участие в боях лета 1943-го. В июле 1943 года награждена Орденом Отечественной войны II степени. Вступила в члены ВКП(б).
С конца 1943 года служила комсоргом 64-го отдельного гвардейского зенитного артиллерийского дивизиона РГК.
В апреле 1944 года, находясь на наблюдательном пункте ПВО около посёлка Красное под Смоленском, получила тяжелое осколочное ранение в голову.
15 апреля 1944 года скончалась от гнойного менингита в военном госпитале № 2393 в Смоленске.
Похоронена в отдельной могиле у ограды Свирской церкви рядом с могилой неизвестного солдата.

## Память
Могила комсомолки Л. А. Новоселовой в Смоленске является памятником истории регионального значения.
В 1965 году в её честь названа одна из центральных улиц города Одинцово — бульвар Любы Новосёловой.
в 1990 году была открыта мемориальная доска на доме № 18 по этой улице — новостройке-многоэтажке, получившей в народе название «крейсер» или «лайнер», — место для установки было выбрано символично: Люба мечтала пойти учиться в мореходку и стать капитаном корабля, ходить в дальние страны.
В советское время её имя носила пионерская дружина одинцовской школы № 11, в музее школы ей была посвящена отдельная экспозиция, комсомольско-молодёжной бригадой работниц Петелинской птицефабрики выполнялась ежедневная норма «за ту девушку».